# Gonzalo García de Santa María (1379-1448)
Gonzalo de Santa María (Burgos, 1379 - Burgos, 17 de diciembre de 1448) fue un clérigo castellano, obispo sucesivamente de Gerona, Astorga, Plasencia y Sigüenza.

## Biografía
Fue hijo del obispo Pablo de Santa María (antiguo rabino de Burgos, converso al cristianismo y teólogo), habido antes de entrar en religión, de su legítima mujer, Juana.
Recibió el bautismo en la catedral de Burgos junto con su padre y varios hermanos el 21 de julio de 1390 contando once años de edad.
Doctor en leyes en la Universidad de Salamanca. Su primer cargo eclesiástico fue como arcediano de Briviesca. Fue embajador del rey aragonés Alfonso V el Magnánimo en el Concilio de Constanza, donde representó a Aragón en el cónclave que eligió a Martín V como papa.  Algunos autores lo mencionan como obispo de Gerona en 1419.
De regreso en Castilla desempeñó diversos cargos episcopales, comenzando por Astorga (1419-1423), Plasencia (1423-1446), y finalizando en Sigüenza (1446-1449), sede que ostentaba cuando murió en Burgos, donde residía junto a su hermano Alfonso de Cartagena, prelado de esa ciudad. Como prelado de Plasencia y en nombre del rey Juan II de Castilla acudió al Concilio de Basilea en 1436.
Falleció en diciembre de 1448 en la ciudad de Burgos. Su cadáver recibió sepultura en la capilla mayor del desaparecido convento de San Pablo de Burgos, de la orden de los dominicos, en el que había sido enterrado su padre el obispo Pablo de Santa María y varios de sus familiares.
| Predecesor: Dalmau de Mur            | Obispo de Gerona 1419           | Sucesor: Andreu Bertrán          |
| Predecesor: Pedro de Fonseca         | Obispo de Astorga 1419 – 1423   | Sucesor: Sancho Sánchez de Rojas |
| Predecesor: Fray Diego de Bedán      | Obispo de Plasencia 1423 – 1446 | Sucesor: Juan de Carvajal        |
| Predecesor: Alonso Carrillo de Acuña | Obispo de Sigüenza 1446 – 1449  | Sucesor: Fernando de Luján       |